# Phönix Automobil-Fabrik

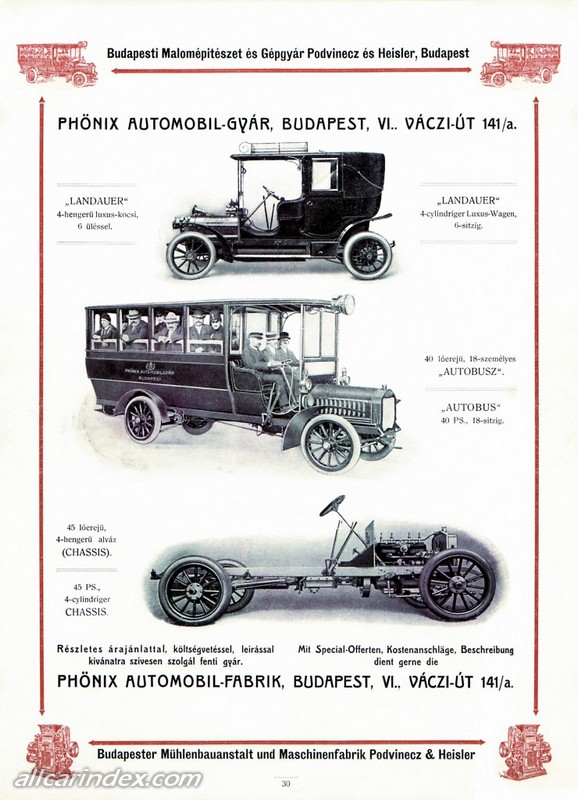
Phönix Modellkatalog von 1911

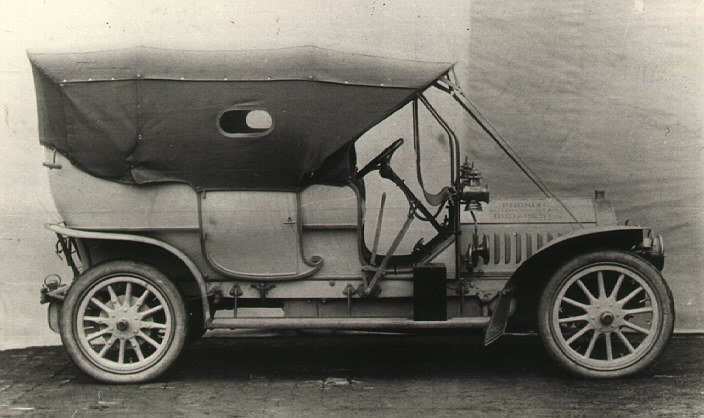
Pkw von 1910

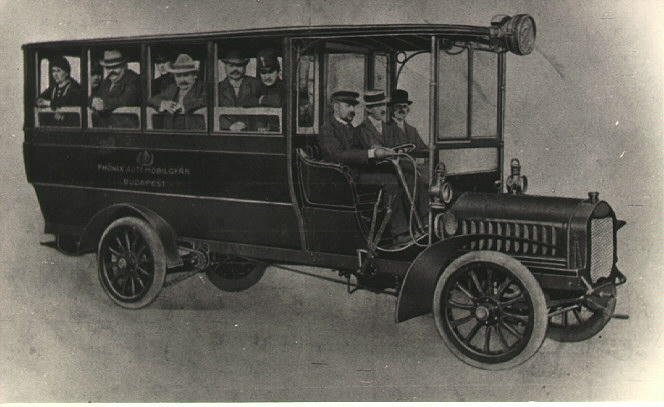
Omnibus von 1908

Die Phönix Automobil-Fabrik war ein Automobilhersteller in Österreich-Ungarn.

## Unternehmensgeschichte
Das Unternehmen Podvinecz & Heisler hatte seinen Sitz in Budapest. Es stellte Automobile unter dem Markennamen Phönix her, wobei  sich gelegentlich auch die Schreibweise Phoenix findet. Zur Zeitspanne gibt es unterschiedliche Angaben: 1900–1908, 1900–1911, 1900–1912, 1904–1912 und 1906–1907.
1912 wurde das Unternehmen grundlegend umgestaltet und in  Magyar Általános Gépgyár umbenannt.

## Fahrzeuge
Es wurden Fahrzeuge nach einer Lizenz von Cudell hergestellt. Das erste Modell, das auch als Cudell-Phönix bezeichnet wurde, hatte einen Vierzylindermotor mit 10 PS Leistung. Etwa 1906 folgten die Vierzylindermodelle 16 PS und 35/40 PS.